# Карнеги (озеро, Австралия)
Карне́ги (англ. Carnegie) — большое пересыхающее озеро на Западно-Австралийском плоскогорье, расположенное в Голдфилдс-Эсперанс, штат Западная Австралия. Названо в честь Дэвида Карнеги, занимавшегося исследованием этой местности в течение 1890-х годов. Юго-восточнее расположено озеро Уэлс.

## Описание
Озеро окружено преимущественно пустынной средой. Лежит восточнее Уилуны. Находится на южной окраине небольшой песчаной пустыни и у границы пустыни Гибсона. Юго-восточнее располагается Большая пустыня Виктория и пролегает Великая центральная дорога. Озеро расположено севернее основных районов золотодобычи Западной Австралии.
Приблизительная длина озера составляет 100 километров, а ширина — 30 километров в самом широком месте. Приблизительная площадь водной поверхности — 5714 км², благодаря чему его можно назвать одним из самых крупных озёр Австралии. Водный объект расположен на высоте 439 метров над уровнем моря.
Озеро наполняется водой только в периоды обильных осадков, выпадающих во время сезона дождей, когда муссоны и тропические циклоны двигаются в южном направлении, вызывая перемены погоды. Также, например, наводнения в Австралии 1900 года привели к повышению уровня воды в озере. В засушливое время озеро превращается в марш. В 1973 году Тропический циклон Керри прошёл вдоль северо-западного побережья материка и пересёк регион Голдфилдс-Эсперанс. Тогда в этой местности выпало от 209 до 310 миллиметров осадков. Уровень воды в озере резко поднялся, а окружающая местность пострадала от наводнения.
Озеро не питается от постоянных рек и каналов, поскольку окружающая местность равнинная и с редкими осадками, что препятствует образованию постоянных водотоков.